# Catedral de Nuestra Señora del Perpetuo Socorro (Nur-sultán)
La Catedral de Nuestra Señora del Perpetuo Socorro (en ruso: Собор Божией Матери Неустанной Помощи) es la catedral católica de Nur-sultán (antigua Astaná), Kazajistán, y la sede de la arquidiócesis de María Santísima en Astaná (Archidioecesis Sanctae Mariae in Astana).
En 1958 se realizó un primer intento de dotar a los católicos de Astaná de un lugar de culto. Compraron una casa de oración, pero el intento falló después de que se hicieran cargos por corrupción a los relacionados con la compra. En las décadas de 1960 y 1970, la comunidad católica se reunió en secreto para escapar de la opresión del régimen soviético. La comunidad católica de la ciudad recibió el permiso para el registro oficial el 20 de septiembre de 1979. Sólo entonces fue posible comprar una casa para oración, consagrada el 14 de octubre de 1979.
El 18 de mayo de 1995, el Administrador Apostólico de Kazajistán, el Obispo Jan Paul Lenga, dio su bendición a la construcción de una nueva iglesia. La construcción comenzó el 2 de noviembre de 1995 y el 4 de mayo de 1997 fue bendecida la primera piedra del futuro templo. El 27 de junio de 1999, el cardenal Joachim Meisner, Arzobispo de Colonia y enviado del Papa Juan Pablo II consagró la iglesia de Nuestra Señora del Perpetuo Socorro. 